# Saint-Sulpice-en-Pareds
Saint-Sulpice-en-Pareds é uma comuna francesa na região administrativa da Pays de la Loire, no departamento de Vendéia. Estende-se por uma área de 13,33 km². Em 2010 a comuna tinha 447 habitantes (densidade: 33,5 hab./km²).